# EN218

## Bragança - Miranda do Douro
A N218 é uma estrada nacional do Interior Norte e de Trás-os-Montes e Alto Douro que integra a rede de estradas de Portugal e estabelece a ligação entre Quintanilha (A4) e Miranda do Douro (EN221).
Tem como passagem os concelhos de Miranda do Douro, Vimioso e Bragança.

## Troços Incluídos no Plano Rodoviário Nacional
- Carção - Miranda do Douro

O troço entre Quintanilha até Carção foi regionalizado para ER218.

## Percurso
| Localidade Intermédia | Município        |
| --------------------- | ---------------- |
| Miranda do Douro      | Miranda do Douro |
| Malhadas              | Miranda do Douro |
| Genísio               | Miranda do Douro |
| Caçarelhos            | Vimioso          |
| Vimioso               | Vimioso          |
| Carção                | Vimioso          |
| Argozelo              | Vimioso          |
| Outeiro               | Bragança         |
| Paçó (Rio Frio)       | Bragança         |
| Rio Frio              | Bragança         |

## Rota Estrada Nacional
A rota das estradas nacionais de Portugal é um movimento e uma lista de estradas recomendadas para viajar em 2 rodas, permitindo recolher e disfrutar de gastronomia, cultura e locais de significativo interesse.  
A   N 218  está classificada como Rota Estrada Nacional